# リチャード・グリーンブラット
リチャード・D・グリーンブラット（Richard D. Greenblatt、1944年12月25日 - ）はアメリカのプログラマ。ビル・ゴスパーと共にハッカー文化を生み出したとされている。LISPおよびMIT人工知能研究所のコミュニティ内で独特の立場を保持していた。

## 幼少期
1944年12月25日、オレゴン州ポートランドで生まれる。子どものころ一家はペンシルベニア州フィラデルフィアに引っ越した。その後両親の離婚に伴い、母や姉妹と共にミズーリ州コロンビアに引っ越した。

## ハッカーになる
1962年秋、マサチューセッツ工科大学 (MIT) に入学。学部学生としての2学期目にハッカー文化で有名なMITのテック鉄道模型クラブ (TRMC) に入会。そのころピーター・サムソンは、クラブの所有する多数の鉄道模型の複雑な時刻表を作る仕事をさせるため、IBM 709 用のFORTRANプログラムを書いた。グリーンブラットは当時存在しなかったPDP-1用FORTRANコンパイラを実装することを自らに課された責務のように感じた。しかし、コンパイラをデバッグするためのCPU時間が全くなく、さらに言えばそれをコンピュータ用に打ち込む時間もなかった。数年後、TMRCメンバーのスティーブン・パイナーが作ったPDP-4用FORTRANコンパイラからもアイデアを取り入れ、PDP-1用コンパイラの要素が完成。しかし、FORTRANコンパイラのニーズはそのころには薄れており、このコンパイラはそれ以上改良されなかった。そのようなTMRCでの経験とDECに勤務していてPDP-6の設計に関わっていたアラン・コトックの影響もあり、グリーンブラットはAIラボへと惹き付けられていき、そこでプログラミングの才能を発揮して「ハッカーの中のハッカー」と呼ばれるようになる。『計算機プログラムの構造と解釈』の著者ジェラルド・ジェイ・サスマンとハロルド・エイブルソンは、グリーンブラットとゴスパーの下で見習いプログラマとなったことを幸運だったと述べている。
実際、PDPでのプログラミングに余りにも時間を費やしたため、MITを落第することになり、一時期 Charles Adams Associates に就職。約6カ月後に人工知能研究所にプログラマとして雇われた。

## 主なソフトウェア開発
PDP-6上のMaclispの実装を行った。
トーナメントに出場できるレベルの世界初のチェスプログラム「マックハック」を書いた。AIに懐疑的なヒューバート・ドレイファスはコンピュータが高度なチェスをプレイできるはずがないと主張していたが、このプログラムから「まともな」性能のコンピュータチェスが作られはじめ、ドレイファスは打ちのめされた。1977年、チェスのチャンピオンだったボビー・フィッシャーがマサチューセッツ州ケンブリッジでグリーンブラットのプログラムと3ゲーム戦い、フィッシャーが3勝した。
トム・ナイトとスチュアート・ネルソンと共に Incompatible Timesharing System (ITS) を開発した。これはPDP-6およびPDP-10用のタイムシェアリングシステムであり、MITで使われた。

## Lisp Machines, Inc.
後にトム・ナイトと共にMITのLISPマシンを設計。シンボリックスに対抗して、ハッカーの理想の企業を目指した Lisp Machines, Inc.（LMI。後に Gigamos Systems と改称）を創業した。